# ウミケムシ
ウミケムシ（海毛虫、学名：Chloeia flava）は環形動物門ウミケムシ科に属する動物の一種。多毛綱に広く認められる剛毛を有し、そこに毒液がたまっている。日本ではこの他に、ハナオレウミケムシEurythoe complanata、セスジウミケムシ、セナジリウミケムシNotopygos gigasなどが知られている。

## 形態
体長は13センチメートルに達し、背面の正中線には暗紫色の円斑が並んでいる。
体の側部に剛毛を持ち、警戒した時に立たせる。この剛毛は中空で毒液がたまる毒針となっており、人でも素手で触れると刺されることがある。刺さると毒が注入される構造なので、毒針を抜いても毒は残る。
刺された際にはセロハンテープ等で毒針をそっと取り除き、流水で洗い流す。

## 生態
本州中部以南、太平洋南西部、インド洋に分布する。比較的暖かい海を好み、京都府の宮津湾辺りにも多い。山形県で発見された例もある。
海底の砂の中に潜っていることが多く、頭部のみを砂上にのぞかせていることもある。
夜は海中を泳ぐ。泳ぐ速度は比較的速い。
肉食であり、動物プランクトンを捕食する。オキアミ程度の大きさであれば丸飲みすることもできる。
投げ釣りの際に外道としてかかることがある。ただし捕食のために積極的に行動することは少なく、餌を時々動かせば掛からないことが多い。

## その他
海中生物の飼育下では本種が偶然混入し、水槽内で大繁殖することがある。増殖速度が比較的速いため、完全駆除には手間がかかる。

## 種属
ウミケムシ科はかつて遊在目に分類されていたが、今では見直しが行われている。研究者によっても異なり、ウミケムシ目とされることが多い。ウミケムシ科の生物は、100種以上が判明している。
- Amphinome
  - A. rostrata Pallas ササラウミケムシ
- Bathychloeia
- Benthoscolex
- Chloiea
  - C. flava Pallas ウミケムシ
  - C. fusca McIntosh フタスジウミケムシ
- Chloenopsis
- Eurythoe (it) 
  - E. complanata ハナオレウミケムシ
- Hermodice（Vermocane） 
  - H. carunculata (it)
- Hipponoe
- Linopherus
- Notopygos
  - N. gigas Horst セナジリウミケムシ
  - N. sibogae Horst カノコウミケムシ
- Paramphinome
- Pareurythoe
  - P. japonica Gustafson ニホンウミケムシ
- Pherecardia
  - P. striata Kinberg タテジマウミケムシ
- Pseudoeurythoe

## ギャラリー

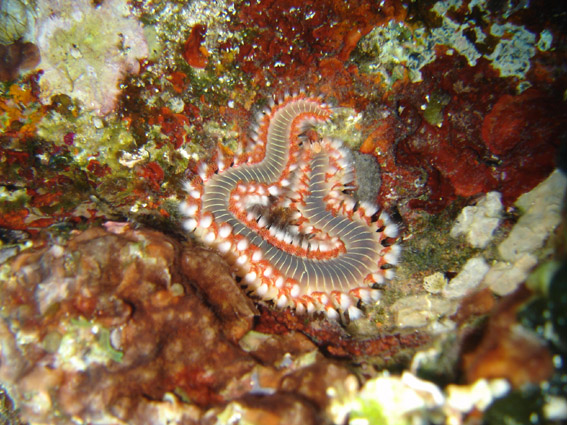
Hermodice carunculata
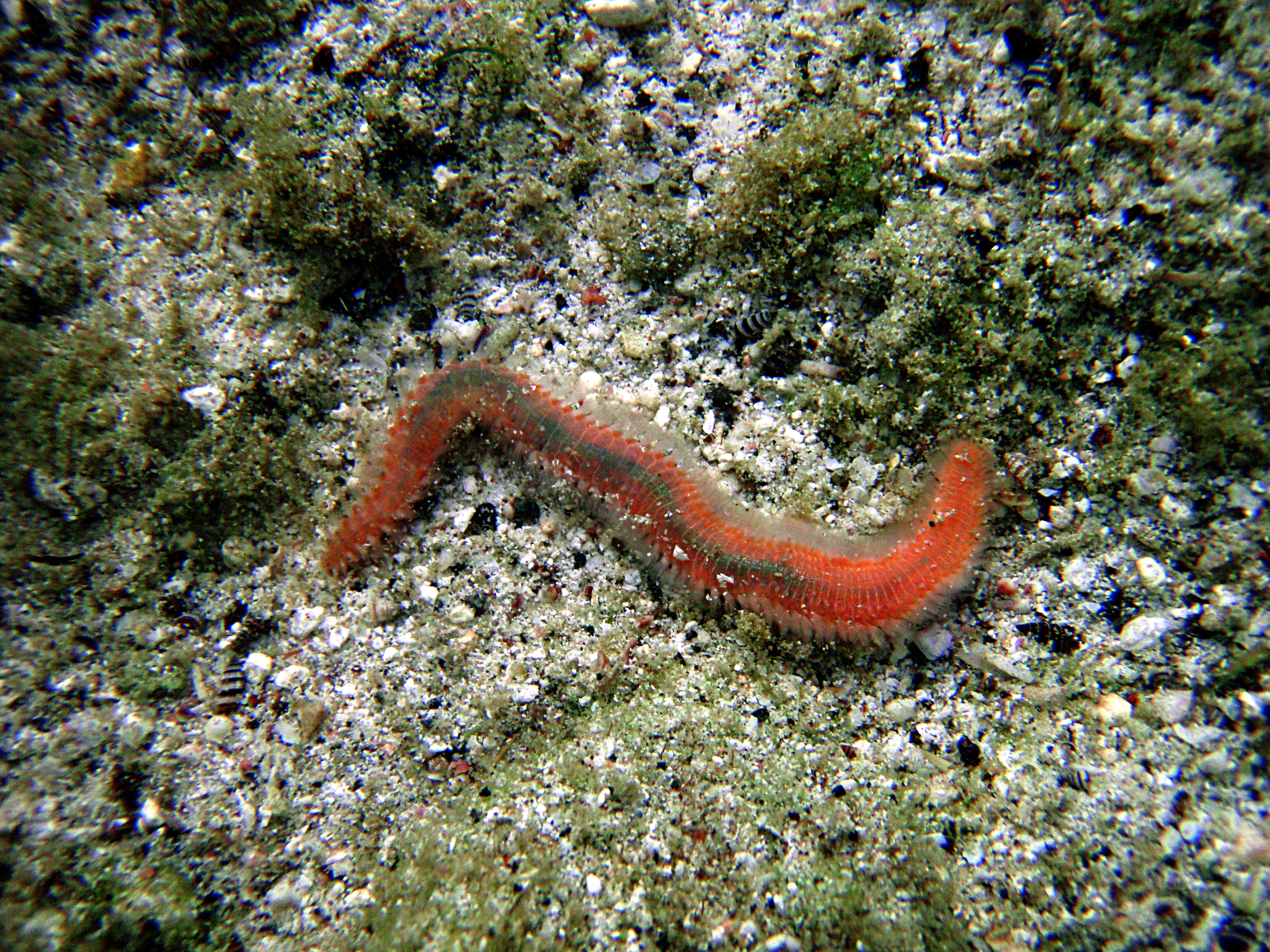
ハナオレウミケムシE. complanata